# Lactancia materna

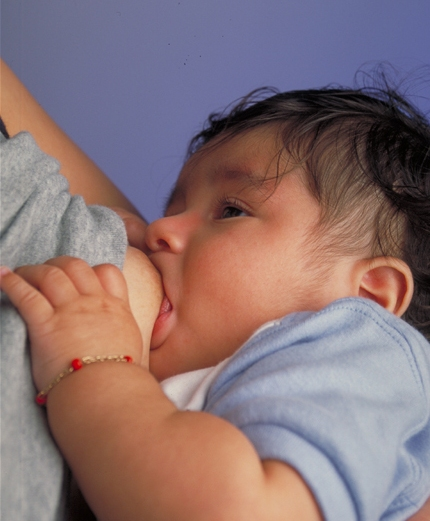
Niño amamantándose.

La lactancia materna es una forma de alimentación que comienza en el nacimiento con leche producida en el seno materno. La Organización Mundial de la Salud (OMS) y el Fondo de Naciones Unidas para la Infancia (Unicef) señalan que la lactancia es una forma inigualable de facilitar el alimento ideal para el crecimiento y desarrollo correcto de los niños.
OMS y Unicef consideran imprescindible la lactancia materna exclusiva durante los primeros seis meses del recién nacido y  recomiendan que a partir de esa edad y hasta los dos años, de forma complementaria a la lactancia, se ofrezcan al bebé otros alimentos propios para su edad. Hay evidencia que sugiere que la lactancia exclusivamente materna durante los primeros seis meses de vida, retarda la aparición de asma, rinitis alérgica, dermatitis atópica y alergia alimentaria.
Según la OMS y la Unicef, a partir de los dos primeros años la lactancia materna puede extenderse hasta que el niño, la niña o la madre decidan, sin que exista ningún límite de tiempo. La Academia Americana de Pediatría recomienda mantener la lactancia al menos durante el primer año. El Comité de Lactancia de la Asociación Española de Pediatría coincide en sus recomendaciones con OMS y Unicef.
No se sabe cuál es la duración ideal de la lactancia materna en la especie humana. Los referentes sobre los términos y características de la lactancia se comprenden desde el contexto cultural de las madres que lactan, de tal forma que los periodos de lactancia se pueden extender tanto como la variabilidad de culturas existentes en el mundo. Se pueden referir casos en donde se considera un acto únicamente de bebés de pocas semanas o meses, así como también se encuentran casos en los que se ha mantenido la lactancia durante varios años. Algunos estudios antropológicos concluyen que la franja natural de lactancia en humanos se encuentra situada entre los dos años y medio y los siete años.

## Leche materna

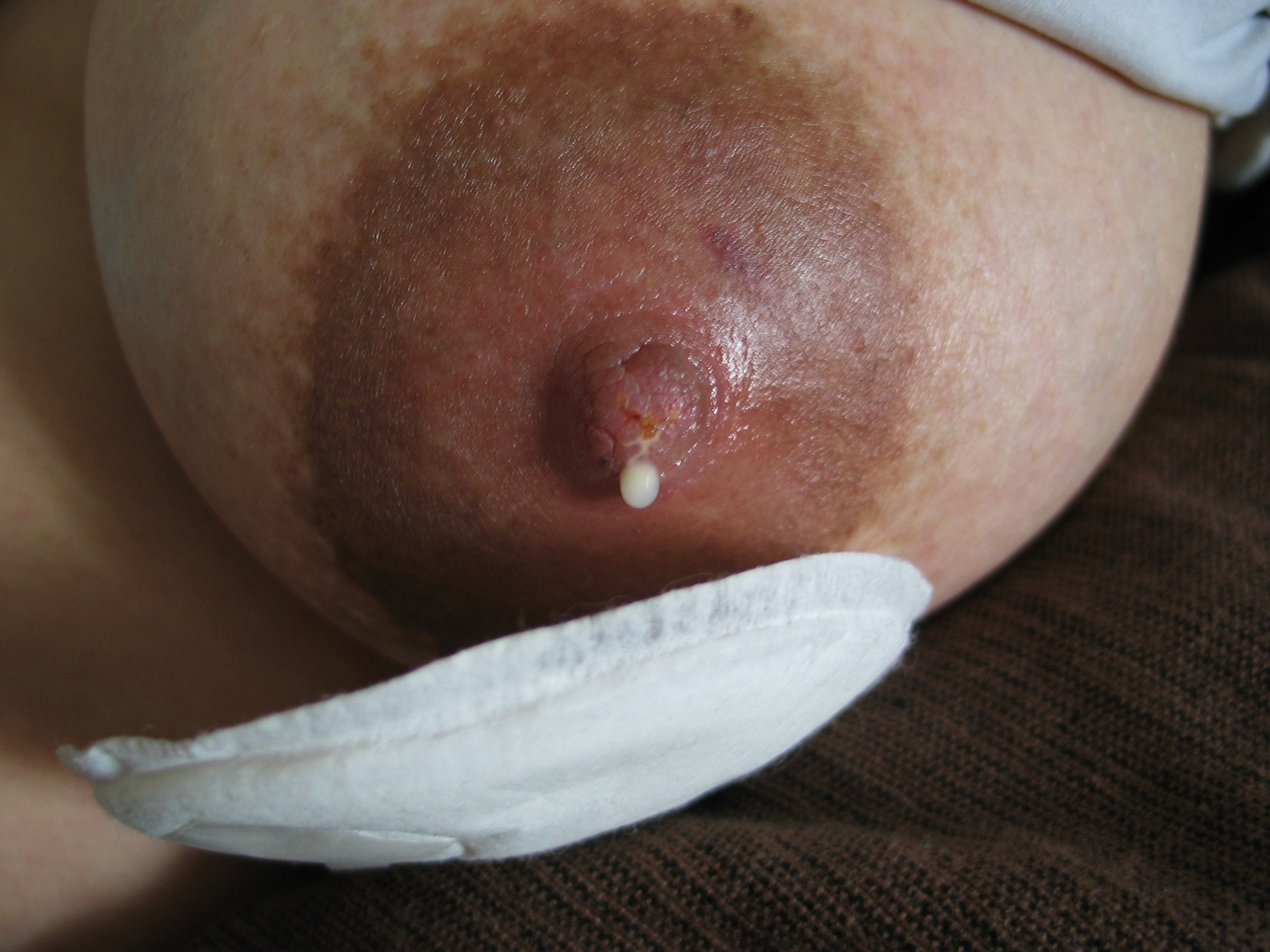
La lactancia humana.

La leche materna humana es el alimento natural líquido producido por la glándula mamaria de la madre para alimentar al recién nacido. Está constituida por nutrimentos, sustancias inmunológicas, hormonas, enzimas, factores de crecimiento y células inmunoprotectoras que la hacen nutricional e inmunológicamente apta para que un niño sea alimentado con ella en forma exclusiva durante los primeros seis meses de vida. Se recomienda como alimento exclusivo para el lactante hasta los seis meses de edad y con alimentación complementaria hasta los dos años de edad, ya que contiene la mayoría de los nutrientes necesarios para su correcto crecimiento y desarrollo. Además contiene inmunoglobulinas y otras sustancias que protegen al bebé frente a infecciones y contribuye a estrechar el vínculo madre e hijo, favoreciendo un adecuado desarrollo psicomotor.
Reduce los riesgos de enfermedad del infante ya que estimula su sistema inmunitario. El sistema inmunitario del recién nacido es menor al de una persona adulta en el 1 %, así que la leche materna debe ser considerada como la primera vacuna que se recibe en la infancia, ya que protege contra numerosas infecciones a las que una persona está expuesta durante su primer año de vida. Durante la lactancia se desarrolla y se activa un sistema eficaz contra E. coli, Salmonella, Campilobacter, Vibrio cholerae, Shigella y G. lamblia.

## Breve historia

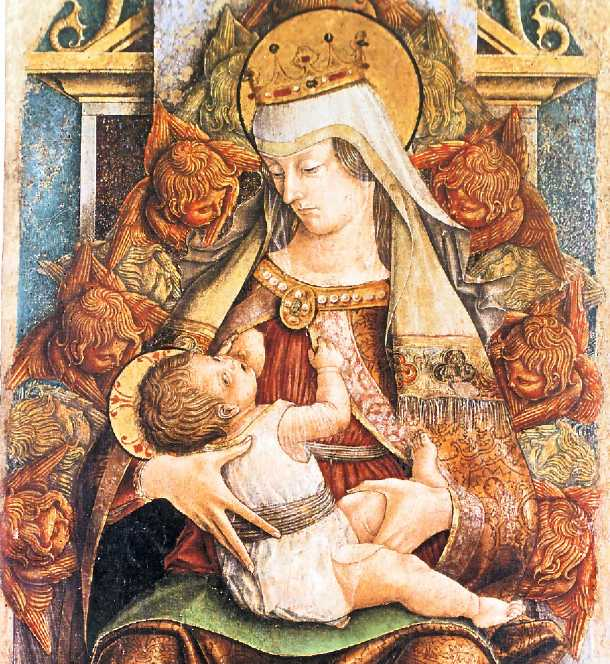
Lactancia materna, en una pintura del siglo.

La lactancia materna es un hecho biológico sujeto a modificaciones por influencias sociales, económicas y culturales, que ha permanecido como referente para los bebés humanos desde los orígenes de la humanidad, tanto si se trata de leche de la propia madre o leche de otra madre, a cambio o no de algún tipo de compensación.
A principios del siglo XX se inicia lo que ha sido considerado como el mayor experimento a gran escala en una especie animal: a la especie humana se le cambia su forma de alimentación inicial y los niños son alimentados con leche modificada de una especie distinta.

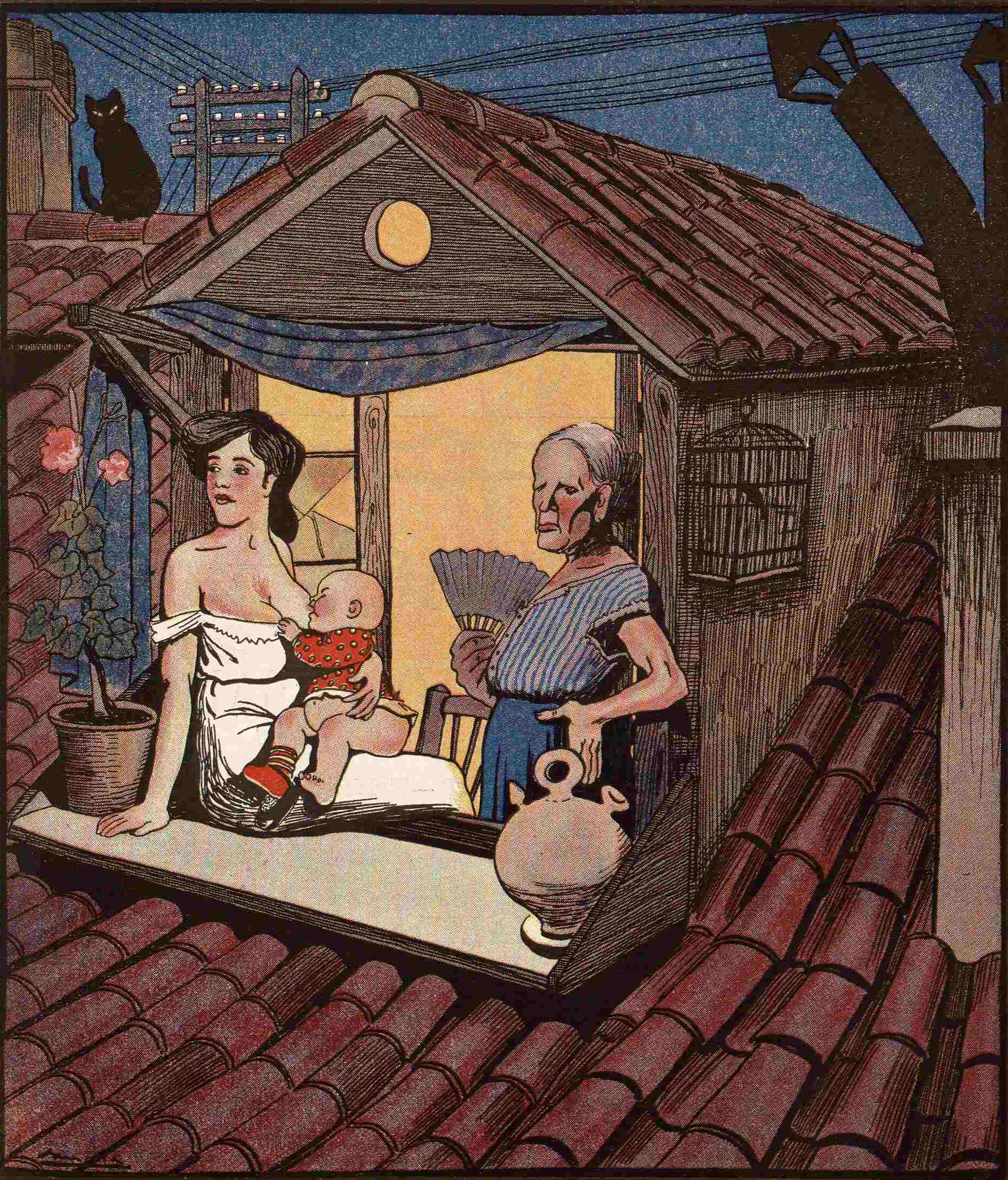
Mujer amamantando a su hijo, a comienzos del siglo.

La frecuencia y duración de la lactancia materna disminuyeron rápidamente a lo largo del siglo XX.  En 1955 se había creado en las Naciones Unidas el Grupo Asesor en Proteínas (GAP), para ayudar a la OMS a ofrecer consejo técnico a Unicef y FAO en sus programas de ayuda nutricional y asesoría sobre la seguridad y la adecuación del consumo humano de nuevos alimentos proteicos. En los años setenta el GAP emite informes donde advierte la preocupación por el problema de la malnutrición infantil derivada del abandono de la lactancia materna e invita a la industria a cambiar sus prácticas de publicidad de productos para la alimentación infantil.
En 1979 la OMS/Unicef organiza una reunión internacional sobre la alimentación del lactante y el niño pequeño. De la reunión sale una resolución para elaborar el Código Internacional de Comercialización de Sucedáneos de Leche Materna. También se funda IBFAN para velar por el desarrollo de dicho Código. Paralelamente resurge el interés de la comunidad científica por la lactancia materna y son múltiples las investigaciones que se hacen sobre la misma. Se acumula evidencia sobre la superioridad de la leche humana para la alimentación del lactante y el niño pequeño. Otros investigadores dirigen sus esfuerzos al estudio de los condicionantes de la lactancia y de los factores que influyen en la elección del amamantamiento y en su duración. Los movimientos sociales, grupos de apoyo a la lactancia materna y la evidencia científica de que el abandono de la lactancia materna supone un problema de salud pública prioritario en todos los países del mundo empujaron a las instituciones internacionales y nacionales, con la OMS a la cabeza, a poner en marcha diferentes iniciativas.
En 1981 se convocó la 34 Asamblea Mundial de la Salud WHA 34.22 que aprobó el Código Internacional de Comercialización de Sucedáneos de Leche Materna compromiso ético que los distintos gobiernos debían adoptar. La lentitud de los gobiernos para transformar en leyes las recomendaciones del Código llevó a la OMS y a Unicef a promover reuniones internacionales dedicadas a apoyar la lactancia materna.
En 1989, la OMS/Unicef hace público un comunicado dirigido a los gobiernos: «protección, promoción y apoyo de la lactancia natural. La función de los servicios de maternidad». En el mismo año las Naciones Unidas adoptaron la Convención sobre los Derechos de la Infancia. El apartado e) del artículo 24 hacía referencia expresa a la necesidad de asegurar que todos los sectores de la sociedad, y en particular los padres y los niños, conozcan las ventajas de la lactancia materna y reciban apoyo para la aplicación de esos conocimientos.

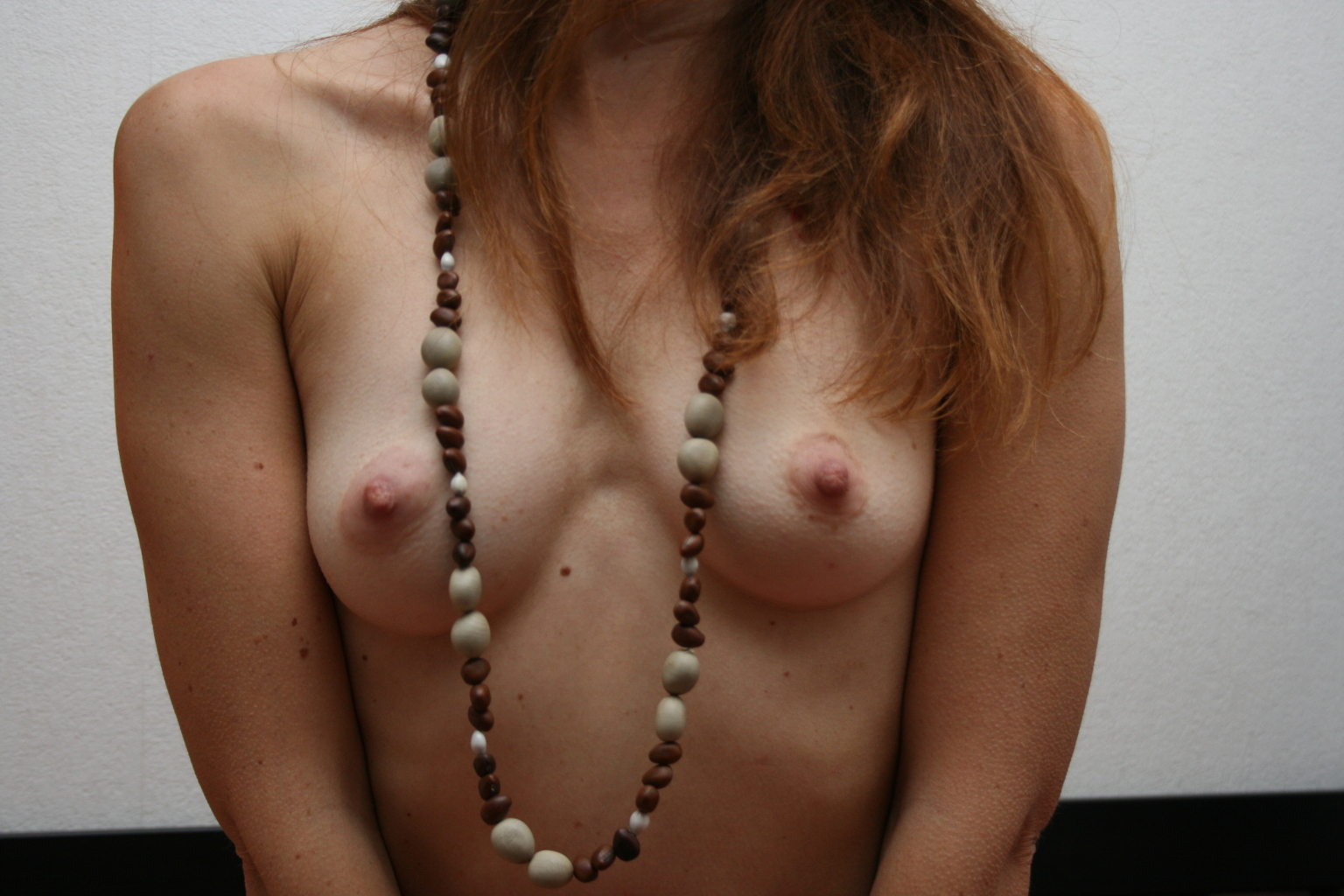
Los pechos femeninos, antes del embarazo.

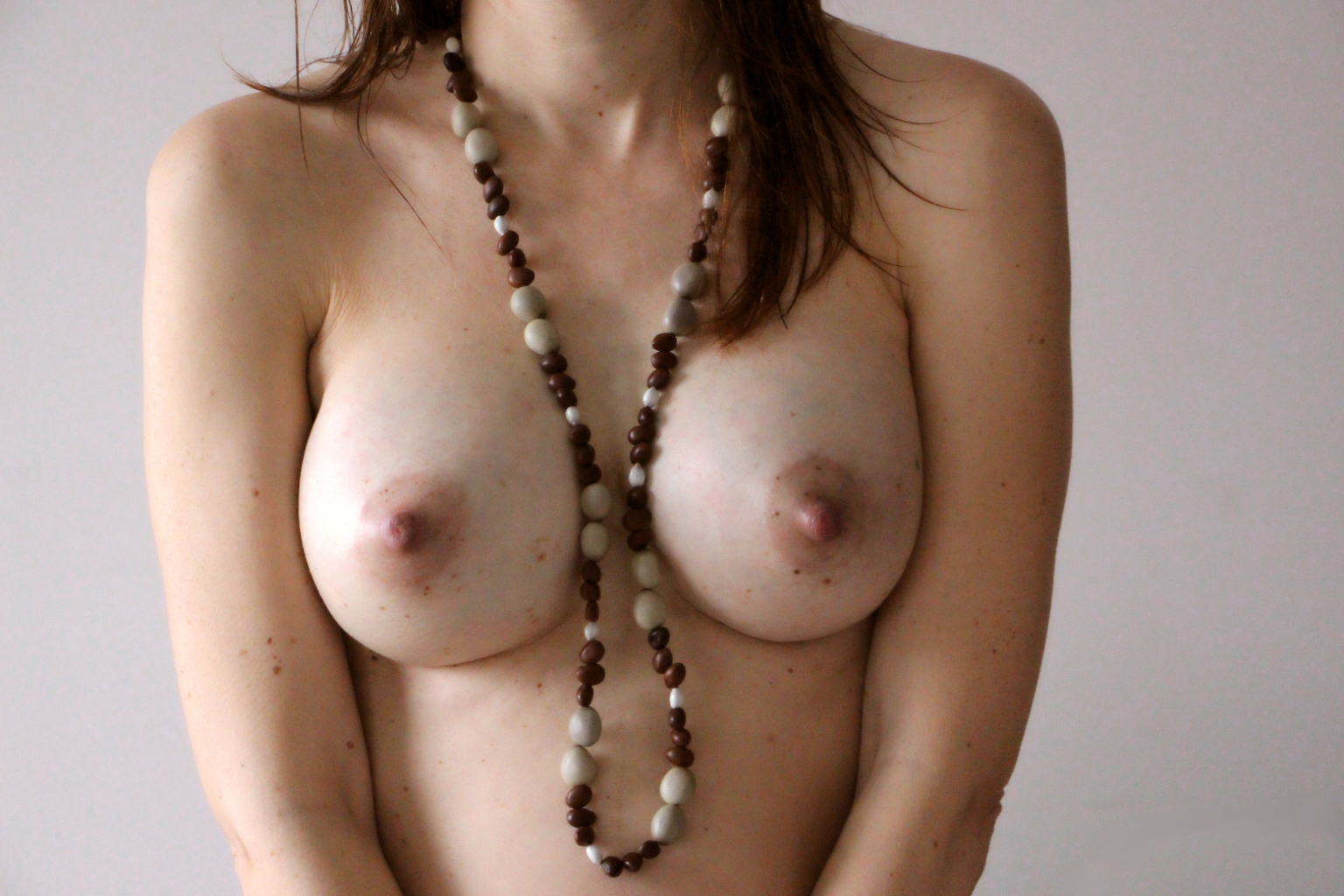
Los pechos de la mujer, tras el flujo de leche.

En un antiguo orfanato de Florencia (Ospedalle degli Innocenti, 1990), se celebró una cumbre mundial con el lema «La lactancia materna en el decenio de 1990: una iniciativa a nivel mundial» a la que asistieron representantes de 30 países que respaldaban la Convención sobre los derechos de la infancia y firmaron una declaración de compromiso: Declaración de Innocenti que servirá de referencia para la promoción de la lactancia materna durante muchos años, siendo revisada en el 2005.
Consecuencia directa de esta Declaración fue la creación, en 1991, por un lado de World Alliance of Breastfeeding Action (WABA) red internacional de personas y organismos que trabajan en colaboración con OMS/Unicef con la misión de organizar anualmente la Semana Mundial de la Lactancia Materna, y por otro la Iniciativa para la Humanización de la Asistencia al Nacimiento y la lactancia (IHAN) —inicialmente llamada Iniciativa Hospital Amigo del Niño—, que busca evaluar la calidad asistencial a madres e hijos en hospitales y maternidades.
En 1992, la Conferencia internacional sobre nutrición, convocada por FAO y OMS en Roma, acepta las metas para el año 2000 de la Cumbre Mundial a favor de la Infancia, destacando la promoción de la lactancia entre los 8 temas más importantes de la nutrición mundial. En 1994, la Cumbre sobre promoción y Desarrollo recomendó la lactancia materna como herramienta para mejorar la salud materna y espaciar los embarazos. En la Cumbre Mundial sobre Mujer y Desarrollo  (Pekín, 1995)  se apoyó la necesidad de dar facilidades para la lactancia a las mujeres trabajadoras. En 1999, la Conferencia Internacional de la OIT revisó el convenio de Protección de la Maternidad que consolidaba el derecho a un permiso pagado por maternidad para todas las mujeres trabajadoras y el derecho a intervalos pagados para amamantar durante la jornada laboral.
La Asamblea de la OMS de 1994, en la resolución 47.5 fijó la duración óptima de la lactancia materna exclusiva en 6 meses y llamó la atención sobre el error de distribuir sucedáneos de leche materna en situaciones de emergencia y propuso recoger datos sobre el crecimiento de lactantes amamantados que sirvieran para elaborar un nuevo patrón de crecimiento.
Con el objetivo de que los gobiernos se involucren de una forma más decidida con la lactancia materna y aporten recursos económicos, se aprueba la Estrategia Mundial para la Alimentación del Lactante y el Niño Pequeño (EMALNP), por consenso de la 55 Asamblea de la OMS WHA 55.25, en mayo del 2002 y por la Junta Ejecutiva del Unicef, unos meses después. La estrategia marca líneas de actuación que deben seguir los países miembros, basadas en pruebas científicas. La mayor parte de las recomendaciones están dirigidas a mejorar los índices de lactancia materna. Se reconoce que la lactancia es, en parte, un comportamiento aprendido y que hay que ofrecer a las madres lugares donde poder aprender, como los grupos de apoyo a la lactancia materna, protegidos de la publicidad de las casas comerciales.
El Plan Estratégico para la protección, promoción y Apoyo a la Lactancia se presentó en Dublín en 2004 por la Dirección General para la Salud y protección del Consumidor de la Comisión Europea. Este documento reconoce las recomendaciones de la EMALNP y las adapta a la realidad de Europa.
En 2006 la Unión Europea publica las Recomendaciones Standard para la alimentación del lactante y niño pequeño en la Unión Europea que constituye una completa guía para la alimentación del lactante y el niño pequeño desde la gestación hasta los tres años. Contiene apartados especiales para los prematuros, situaciones que contraindican la lactancia, riesgos de no amamantar y recomendaciones para el uso apropiado y seguro de sucedáneos cuando la madre así lo decida.
En coordinación con los organismos institucionales, investigadores e investigadoras han estudiado el impacto social de la lactancia materna a lo largo de la historia, desarrollando estrategias para fomentar el incremento de los índices de amamantamiento en distintos países.

## Lactancia artificial
La lactancia artificial es una manera en la que el lactante puede alimentarse en el caso de que la madre no pueda o porque elija no hacerlo. La denominada lactancia artificial se inventó a finales de la era Mesopotámica, aplicada a la alimentación de terneros y otros animales de granja, para dar salida a los excedentes de producción de leche de vaca y cabra, que era conservada en polvo y rehidratada posteriormente para su uso. Unos años después, por iniciativa de la empresa de Henri Nestlé, se inició su uso en humanos. Alcanzó su máxima popularidad en los años 1960 en Argentina. Posteriormente disminuyó su uso al demostrarse desventajas de este tipo de alimentación respecto a la lactancia materna.

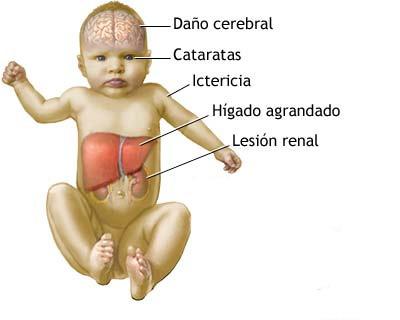
Síntomas probables en un bebé con galactosemia.

Ambas, la lactancia artificial y la lactancia natural deben ser a libre demanda, lo que significa que no existen relojes y el niño o la niña son quienes deciden cuándo quieren alimentarse. Lo habitual es que un niño, cuanto más pequeño es, demande con mayor frecuencia la leche, especialmente durante las noches. El mito de que un niño debe comer cada tres horas durante diez minutos de ambos senos no es una generalidad, la mayor parte de los niños no lo hacen así. 
Además de la fórmula para lactantes, existen otros tipos de leches especiales para niños con alergias alimenticias, como en los casos donde no se toleran las proteínas de la leche de vaca. Existen casos de intolerancia a los carbohidratos de la leche humana, como la galactosemia, una enfermedad metabólica causada por una deficiencia enzimática y se manifiesta con la incapacidad de utilizar el azúcar simple galactosa.
Se calcula que aproximadamente unas quinientas sustancias que existen en la leche materna no han podido aún ser imitadas por los compuestos artificiales.

## Situación de la lactancia materna
El abandono del amamantamiento como forma habitual de alimentación de los lactantes puede traducirse en un problema con importantes implicaciones personales, sociales y sanitarias. Su relevancia ha sido destacada por la Organización Mundial de la Salud (OMS) y el Fondo de las Naciones Unidas para la Infancia (Unicef) en diferentes declaraciones.
Una dificultad añadida es que no existen registros ni indicadores comparativos sobre lactancia materna, por lo que resulta complicado establecer cuál es la magnitud real del problema. En España se realizó un estudio impulsado por el Comité de Lactancia Materna de la Asociación Española de Pediatría en 1997, que recoge de manera uniforme datos de varias provincias españolas. En este estudio se obtuvo una tasa de duración media de lactancia materna de 3,2 meses. La otra fuente con datos con representación territorial, corresponde a la Encuesta Nacional de Salud de 2006 con prevalencia de lactancia materna exclusiva al inicio del 68,4 %, del 52,48 % a los tres meses de edad y del 24,27 % a los seis meses. Entre las diferentes regiones europeas también existen diferencias en las tasas de lactancia materna.

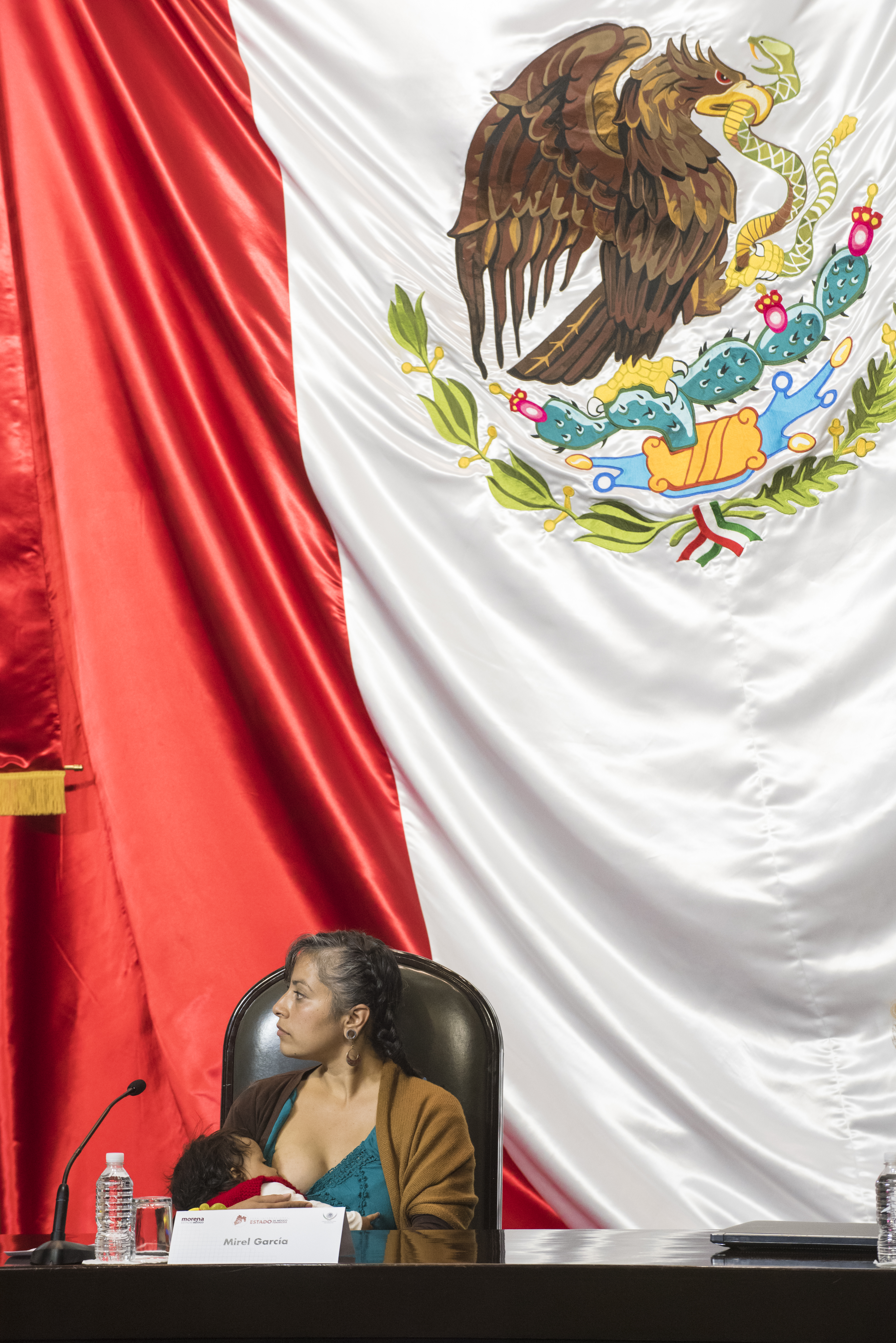
Madre amamantando a su hijo en el pleno del Congreso del Estado de México.

Para conocer datos de inicio y prevalencia de la lactancia materna en los últimos años en España hay que recurrir sobre todo a estudios epidemiológicos realizados a nivel autonómico o incluso local. Según datos del 2005 en Cataluña (España), la prevalencia de la lactancia materna al inicio se sitúa en el 81,1 %, aunque de esta únicamente el 66,8 % es exclusiva. Al tercer mes el índice de lactancia total se sitúa en el 61,9 %, a los seis meses en el 31,3 % y al año en el 11,5 %. Sin embargo, con datos de 1989, la lactancia materna total al inicio era del 72 %, a los tres meses del 39,2 % y a los seis del 6,3 %, no existen datos de prevalencia al año en esa fecha. Hay diferencias significativas en los índices de lactancia comparando distintas autonomías españolas, pero la tendencia a un incremento paulatino de las tasas de inicio y prevalencia de la lactancia materna es común.
En América Latina la lactancia en los pueblos indígenas se ha fomentado y valorado desde la cultura. Y si bien desde esta perspectiva se coincide en que no hay estudios sistemáticos, los datos disponibles sí muestran que es una práctica sobre la cual se ofrecen algunos indicadores, como sucede en el caso de México.
En la Encuesta Nacional de Salud y Nutrición 2012, llevada a cabo por el Instituto Nacional de Salud Pública y la Secretaría de Salud en México, se encontró que la duración de la lactancia materna en México es de cerca de 10 meses; cifra estable en las tres encuestas de nutrición y salud de 1999, 2006 y 2012 (9,7, 10,4 y 10,2 meses respectivamente). El resto de indicadores de lactancia materna indican un franco deterioro de la misma. El porcentaje de lactancia materna exclusiva en menores de seis meses bajó entre el 2006 y 2012, de 22,3 % a 14,5 %, y fue dramático en medio rural, donde descendió a la mitad (36,9 % a 18,5 %). 
De manera similar, la lactancia continua al año y a los dos años disminuyó. El 5 % más de niños menores de seis meses consumen fórmula y aumentó el porcentaje de niños que además de leche materna consumen innecesariamente agua. Esto es negativo porque inhibe la producción láctea e incrementa de manera importante el riesgo de enfermedades gastrointestinales. Las madres que nunca dieron pecho a sus hijos mencionan como razones desconocimiento o poco apoyo antes y alrededor del parto, para iniciar y establecer la lactancia. En contraste, la alimentación complementaria en México ha mejorado en calidad y frecuencia. El porcentaje de niños que consumen alimentos ricos en hierro oportunamente, la introducción de otros alimentos y la diversidad de la dieta de los niños en su segundo semestre de la vida registran cambios positivos.

## Definiciones para los distintos tipos de alimentación

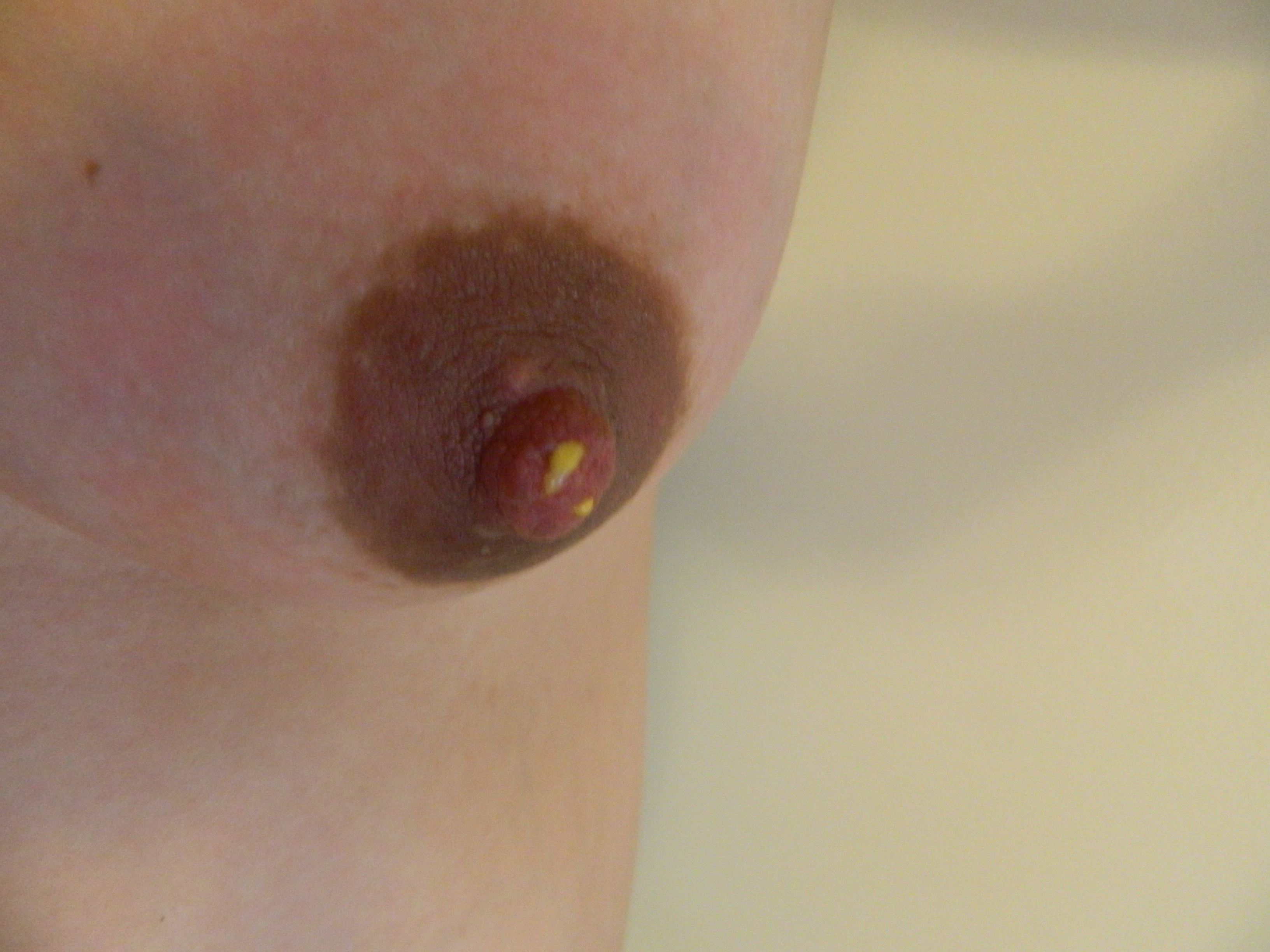
El calostro.

En 1991, la OMS acuñó definiciones precisas de los tipos de alimentación del lactante. Estas definiciones se deben utilizar en los estudios sobre lactancia para poder comparar resultados entre estudios.
- Lactancia materna exclusiva: lactancia materna, incluyendo leche extraída o de nodriza. Permite que el lactante reciba de forma adicional a la leche únicamente gotas o jarabes (vitaminas, medicinas o minerales).
- Lactancia materna predominante: lactancia materna, incluyendo leche extraída o de nodriza como fuente principal de alimento, permite que el lactante reciba líquidos (agua, agua endulzada, infusiones, zumos), bebidas rituales, gotas o jarabes (vitaminas, medicinas o minerales).
- Lactancia materna completa: incluye la lactancia materna exclusiva y la lactancia materna predominante.
- Alimentación complementaria: leche materna y alimentos sólidos o líquidos. Permite cualquier comida o líquido incluida leche no humana.
- Lactancia materna: alimentación por leche de madre.
- Lactancia de biberón: cualquier alimento líquido o semisólido tomado con biberón y tetina. Permite cualquier comida o líquido incluyendo leche humana y no humana.

Con todo en la literatura científica es posible encontrar también otros términos:
- Lactancia de múltiples: lactancia por leche de madre a dos o más hijos de la misma edad.
- Lactancia diferida: lactancia por leche materna extraída.
- Lactancia directa: cuando el bebé se alimenta tomando la leche directamente del pecho.
- Lactancia en tándem: lactancia por leche de la propia madre a dos o más hijos de distinta edad.
- Lactancia inducida: lactancia por leche de madre distinta a la propia sin que haya mediado embarazo previo en la madre.
- Lactancia mercenaria: lactancia por leche de una madre distinta a la propia a cambio de algún tipo de remuneración.
- Lactancia mixta: forma popular de referirse a la lactancia complementaria (leche humana+leche no humana). La OMS recomienda que no se utilice este término en investigaciones científicas.
- Lactancia solidaria: lactancia por leche de madre distinta a la propia sin que medie ningún tipo de remuneración.
- Relactancia: lactancia exclusiva por leche de la propia madre después de un periodo de alimentación complementaria o suspensión de la lactancia.

## Ventajas de la alimentación al seno materno

### Prevención de infecciones

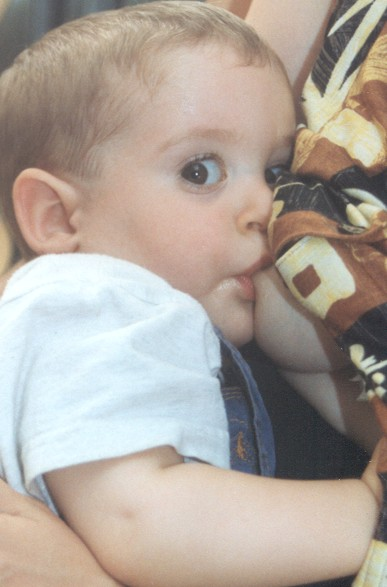
Madre amamantando a su hijo, de 1 año y 5 meses.

La lactancia materna reduce los riesgos de enfermedad del infante ya que estimula su sistema inmunitario. El sistema inmunitario del recién nacido es menor al de una persona adulta en el 1%, así que la leche materna debe ser considerada como la primera vacuna que se recibe en la infancia, ya que protege contra numerosas infecciones a las que una persona está expuesta durante su primer año de vida. Durante la lactancia se desarrolla y se activa un sistema eficaz contra E. coli, Salmonella, Campilobacter, Vibrio cholerae, Shigella y G. lamblia.
Una infección que se previene o reduce su frecuencia gracias a la alimentación con leche materna es la gastroenteritis, la más importante por lo menos en países en vías de desarrollo. Esta enfermedad es muy rara en los lactantes que se alimentan sólo de leche humana. La enterocolitis necrosante, por otra parte ocurre con menor frecuencia en los alimentados al seno que en los que reciben leche de vaca. Además la leche materna proporciona protección contra el cólera. Muchos estudios señalan que hay una menor incidencia de infección respiratoria en niños alimentados al seno. Otra razón obvia para mayor incidencia de gastroenteritis debido a la alimentación con fórmulas es la contaminación de botellas y tetillas así como por mal almacenamiento. Por su parte, el botulismo infantil se limita virtualmente a los lactantes alimentados con leche industrializada. El menor riesgo de muerte infantil súbita en niños alimentados al seno no se explica por completo.
Según investigaciones españolas la leche materna contiene más de 700 tipos de bacterias. Han utilizado una técnica basada en la secuenciación masiva de ADN para identificar el conjunto de bacterias denominado microbioma.[cita requerida]

### Prevención de sensibilizaciones alimentarias
Está ampliamente demostrada la presencia de alérgenos alimentarios en la leche materna, tales como proteínas de huevo, de gluten (contenidas en el trigo, la cebada, el centeno, la avena, y todos sus híbridos), de leche de vaca y de cacahuete. En general, las concentraciones se relacionan con la cantidad del alimento ingerido por la madre. Los alérgenos pasan con rapidez a la leche materna, en los minutos posteriores a la ingesta, y pueden permanecer durante varias horas.
Se ha sugerido que esta exposición a alérgenos alimentarios a través de la lactancia induce la tolerancia en el bebé, si bien  no se ha establecido cómo y cuándo exponer a los bebés a los alérgenos alimentarios potenciales con el objetivo de inducir la tolerancia o prevenir el desarrollo de sensibilizaciones posteriores.
En el caso del gluten, se ha demostrado que ni la exposición temprana al gluten ni la duración de la lactancia materna previenen el riesgo de desarrollar la enfermedad celíaca, si bien el retraso en la introducción del gluten se asocia con un retraso en la aparición de la enfermedad. Esto contradice las recomendaciones dictadas en 2008 por la Sociedad Europea de Gastroenterología Pediátrica (ESPGHAN por sus siglas en inglés) para las familias de niños con riesgo de desarrollar la enfermedad celíaca, que consistían en introducir gradualmente pequeñas cantidades de gluten en la dieta durante el período comprendido entre los 4 a 7 primeros meses de vida, mientras se mantenía la lactancia materna. La genética de riesgo (presencia de los haplotipos HLA-DQ2, HLA-DQ8 o alguno de sus alelos) es un importante factor que predice la posibilidad de desarrollar la enfermedad celíaca.

## Ventajas de la lactancia materna para la madre
- Protege la salud, reduciendo el riesgo de padecer cáncer de ovario y cáncer de mama, la diabetes de tipo 2 y la depresión postparto, según la OMS.
- Rápida pérdida del peso ganado durante la gestación y es menos probabilidad de sufrir anemia después del parto.
- Establece y fortalece el vínculo afectivo, madre-hijo.[45]

## Contraindicaciones
En la literatura científica se suele distinguir entre las contraindicaciones verdaderas y las falsas contraindicaciones o mitos:

### Contraindicaciones verdaderas
- Sida: en los países desarrollados se la considera una contraindicación verdadera.[46] En otras partes del mundo se considera que la mortalidad infantil por malnutrición y enfermedades infecciosas, asociada a la lactancia artificial, es superior al riesgo de transmisión del sida por lactancia materna.[47]
- Herpes simple: en recién nacidos de menos de 15 días puede producir una infección potencialmente mortal. Durante el primer mes la presencia de lesiones de herpes simple en un pezón contraindica la lactancia de ese lado hasta su curación. Las personas con herpes labial tampoco deben besar a los bebés.[12]
- Galactosemia en el bebé: grave enfermedad congénita por déficit de la enzima galactosa-l-fosfato uridil trasferasa en el hígado.[48] Los niños que tienen galactosemia deben tomar una leche completamente exenta de galactosa.
- Fenilcetonuria en el bebé: obedece a un déficit de fenilamina hidroxilasa; si no se trata precozmente, el niño desarrolla un cuadro de afectación neurológica progresiva que conduce a un retraso mental.[49] Lo indicado en estos casos, en cuanto a alimentación, es combinar la leche materna con una leche especial sin fenilalanina, controlando los niveles de este aminoácido en sangre.

### Contraindicaciones falsas
- Caída del cabello: es frecuente una gran pérdida de cabello tras el parto que en ocasiones se ha relacionado con la lactancia materna. En realidad es un fenómeno normal y benigno denominado efluvio telógeno que se resuelve espontáneamente entre 6 y 12 meses posparto, sin dejar alopecia residual.[50]
- Radiografías: los rayos X no permanecen en el objeto irradiado, no se transmiten a través de la leche materna ni alteran sus propiedades. Tampoco hay ningún riesgo para el lactante si la madre se somete a una ecografía, tomografía computarizada o resonancia magnética nuclear. Los contrastes yodados apenas pasan a la leche materna y no se absorben por vía oral. Los contrastes de bario no pueden pasar a la leche. El gadonpentato y el gadoteridol se absorben por vía oral, apenas tienen efectos secundarios y ambos se usan habitualmente en recién nacidos. En todos estos casos la madre puede dar el pecho inmediatamente después de una radiografía y no es preciso descartar la leche "irradiada".[51]
- Gammagrafías: dependiendo del tipo de isótopo empleado y de la dosis administrada, se puede continuar normalmente con la lactancia aunque en algunos casos puede convenir interrumpirla y descartar la leche durante unas horas o incluso días.[52]
- Empastes dentales: la amalgama de mercurio usada en los empastes no es tóxica.[53] La anestesia local usada en los procedimientos dentales no pasa a la leche.[54] Existen analgésicos, antiinflamatorios o antibióticos adecuados para estos casos compatibles con la lactancia.
- Miopía: los tratados de oftalmología no mencionan ninguna relación entre la lactancia y la evolución de la miopía. Se desconoce el origen de este mito.[55]
- Caries en la madre: existe el mito de que la lactancia produce caries en la madre por descalcificación de los dientes. El esmalte dentario no tiene riego sanguíneo por lo que no puede descalcificarse por los cambios metabólicos que afectan al resto del esqueleto.[56]
- Caries en el niño: la relación entre lactancia materna y caries no está clara por tratarse de una enfermedad multicausal. La conclusión de múltiples estudios sobre el tema se puede resumir diciendo que la prevención de la caries infantil pasa por besar al bebé (desencadena inmunidad contra el streptococcus mutans de la saliva materna), dar el pecho, evitar biberones, zumos, infusiones, miel o azúcar (especialmente por la noche), evitar los dulces y golosinas, iniciar la higiene dental cuanto antes y administrar flúor después de los seis meses si es adecuado.[57]
- Ejercicio físico: el ejercicio físico durante la lactancia puede mejorar el bienestar y la forma física de la madre, sin afectar a la cantidad ni composición de la leche ni perjudicar al lactante.[58]
- Rayos UVA: los rayos UVA son cancerígenos pero el riesgo es solamente para la persona que se expone a ellos, no afectan a la lactancia, a la leche o al bebé. Se puede dar el pecho inmediatamente después de que la madre se los aplique.[59]
- Nuevo embarazo: no se ha descrito ninguna complicación del embarazo provocada por la lactancia. La mayoría de niños se destetan espontáneamente durante el embarazo seguramente por la disminución de la producción de leche. Los que no se destetan pueden seguir mamando junto a su hermano lo que recibe el nombre de lactancia en tándem.[60]

### El tabaquismo en la lactancia materna
Fumar durante el embarazo causa mayor daño que fumar durante la lactancia y aumenta el riesgo de muerte súbita. Así mismo, fumar durante la lactancia también está contraindicado.[cita requerida] La exposición pasiva de los niños al humo del tabaco se asocia con un mayor riesgo de enfermedades de las vías respiratorias inferiores, otitis media, asma y síndrome de muerte súbita del lactante. Según algunos estudios, el tabaquismo de la madre se asocia a una menor duración de la lactancia materna dado que el tabaco reduce el volumen de leche, aunque otros estudios sostienen que las mujeres fumadoras son menos propensas a amamantar a sus hijos que las no fumadoras debido una menor motivación y no a un efecto fisiológico del consumo de tabaco en su suministro de leche. Otros estudios muestran que las mujeres que fuman producen leche materna de menor calidad y cantidad.
El tabaquismo materno aumenta el riesgo de las enfermedades de las vías respiratorias en niños amamantados durante 0 a 6 meses pero no necesariamente cuando el niño fue amamantado durante más de 6 meses. Un estudio indicó un efecto protector de la lactancia a largo plazo sobre el riesgo de infección del tracto respiratorio durante el primer año de vida. Los resultados sugieren que el efecto protector es más fuerte en los niños expuestos al humo de tabaco en el ambiente por lo que se supone que la lactancia artificial potencia los efectos nocivos del tabaquismo, aumentando las infecciones respiratorias los ingresos hospitalarios y el riesgo de desarrollar asma.

### Fármacos durante la lactancia
La gran mayoría de medicamentos pueden ser usados durante la lactancia. Aunque en muchos de los prospectos se identifica como si fuera un mismo periodo el embarazo y la lactancia, lo cierto es que se trata de dos momentos completamente diferentes y no comparables entre sí a estos efectos.  El uso de medicamentos durante la lactancia debe ser conocido por un médico. No todos los fármacos pasan a la leche y en general, prácticamente en todas las circunstancias pueden ofrecerse alternativas si el fármaco elegido conlleva algún tipo de riesgo. Algunos medicamentos son compatibles con la lactancia y otros no. La lactancia debe interrumpirse temporalmente durante el consumo de medicamentos que puedan afectar al bebé y puede retomarse después. Aún en los casos en los que la madre supone que se quedó sin leche es posible inducir su nueva aparición. Con algunos pocos medicamentos la lactancia no puede retomarse de ninguna manera, como en el caso de los tratamientos prolongados o tratamientos anticancerígenos con sustancias radioactivas como la quimioterapia. También depende de la edad del lactante. En la mayoría de los casos no se corre peligro al retomar la lactancia.
En el año 2002 un grupo de profesionales de la medicina del hospital Marina Alta en Alicante conciben y ponen en marcha el proyecto e-lactancia, una gran y actualizada base de datos sobre compatibilidades de la lactancia materna con medicamentos, plantas, tóxicos y enfermedades que se ha convertido en punto de referencia para matronas y pediatras en España. 

### Enfermedad celíaca no diagnosticada
La enfermedad celíaca sin diagnosticar puede afectar a la lactancia materna y provocar que se reduzca considerablemente su duración. Se ha demostrado que la adopción de la dieta sin gluten permite aumentar el período de la lactancia hasta igualarlo con el promedio de las mujeres sanas.
La enfermedad celíaca es una enfermedad autoinmune provocada por el consumo de gluten, que puede afectar a cualquier órgano. Habitualmente se presenta sin ningún síntoma digestivo y la mayoría de los casos no son reconocidos ni diagnosticados. Con frecuencia, los trastornos reproductivos son el único indicio de la presencia de una enfermedad celíaca, tales como menstruaciones irregulares, infertilidad o reducción de la fertilidad, abortos espontáneos, complicaciones durante el embarazo, restricción del crecimiento intrauterino, muerte fetal, parto prematuro y corta duración del período de lactancia.

## Diez pasos para la lactancia materna eficaz
En el año de 1991, la OMS en conjunto con la Unicef y la Organización Panamericana de la Salud, lanzaron la Iniciativa Hospital Amigo del Niño (IHAN), con el propósito de implementar prácticas que protejan, promuevan y apoyen la lactancia materna. Dentro de dicha iniciativa se incluyen los diez pasos para la lactancia materna eficaz. Los pasos se resumen en el siguiente listado:
- PASO 1. Tiene una política por escrito sobre lactancia que pone en conocimiento del personal de la maternidad rutinariamente
- PASO 2. Entrenar al personal de salud en las habilidades necesarias para implementar esta política.
- PASO 3. Informar a todas las embarazadas acerca de los beneficios y el manejo de la lactancia.
- PASO 4. Ayudar a las madres a iniciar la lactancia durante la media hora después del parto.
- PASO 5. Mostrar a las madres cómo amamantar, y cómo mantener la lactancia aún en caso de separación de sus bebés.
- PASO 6. No dar al recién nacido alimento o líquido que no sea leche materna, a no ser que esté médicamente indicado
- PASO 7. Practicar el alojamiento conjunto. Permitir a las madres y sus recién nacidos permanecer juntos las 24 horas del día.
- PASO 8. Alentar la lactancia a demanda.
- PASO 9. No dar biberones, chupones ni chupones de distracción a los bebés que amamantan.
- PASO 10. Formar grupos de apoyo a la lactancia materna, referir a las madres a estos grupos en el momento del alta del hospital o clínica.

## Inducción de Lactancia
Una madre que no ha estado embarazada nunca ni ha dado previamente el pecho, consigue producir leche y amamantar mediante el proceso que se denomina «inducción a la lactancia». 

## Lactancia y trabajo de la madre

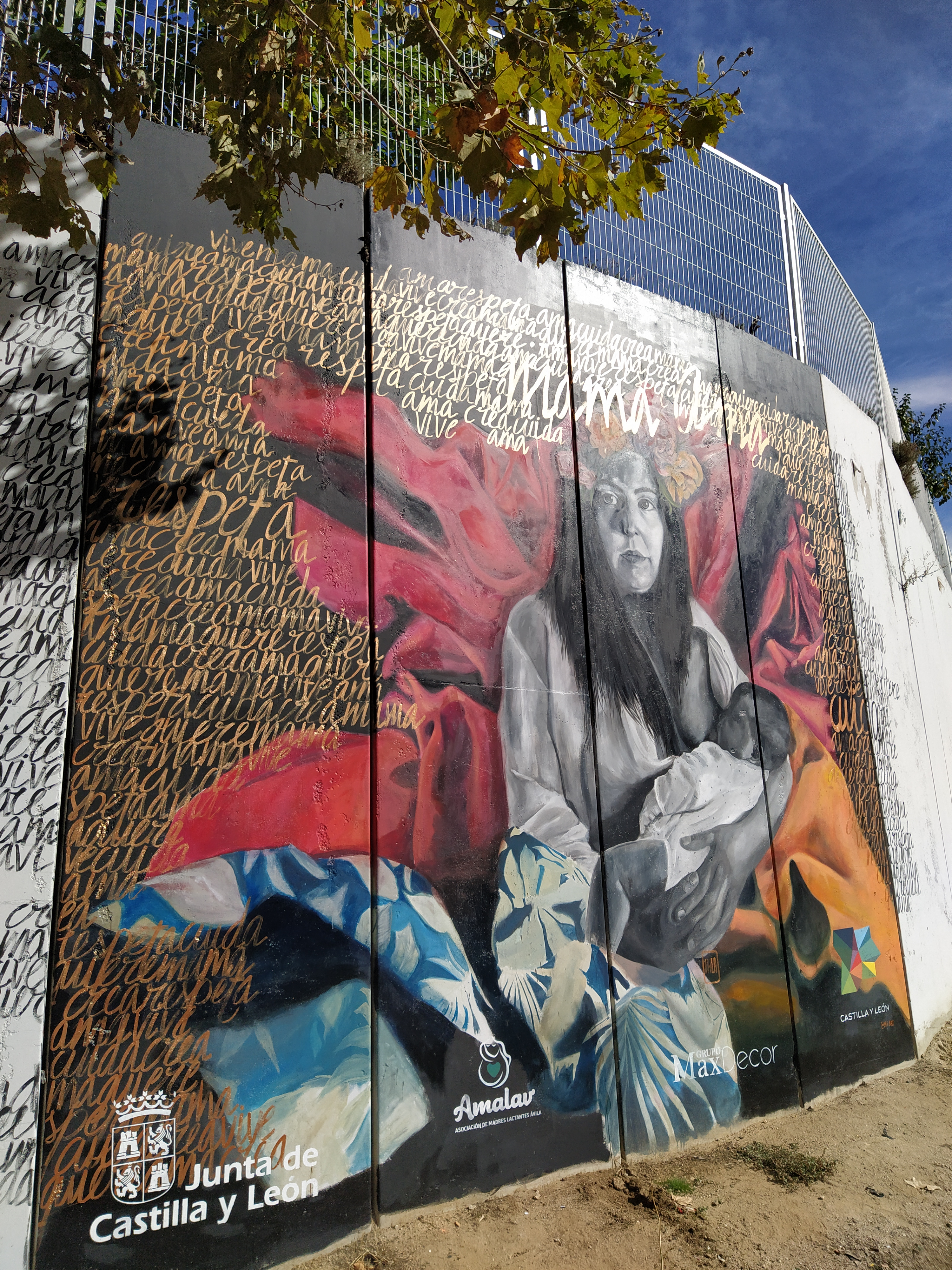
Graffiti homenaje a la lactancia materna en Ávila (España).

En Argentina, la Ley 26.873 establece que cuando la madre vuelve al trabajo puede continuar con la lactancia; si trabaja en el sector privado tiene derecho a 2 descansos diarios de media hora o puede sumar esos 2 descansos y trabajar 1 hora menos por día y si trabaja en el sector público (es empleada del Estado) tiene derecho a 2 descansos diarios de 1 hora o puede sumar esos descansos y trabajar 2 horas menos por día, sin que le descuenten del sueldo las horas de lactancia. Los descansos diarios por lactancia se tienen durante 1 año desde la fecha del nacimiento y se puede prorrogar ese plazo si por razones médicas es necesario que amamante por más tiempo.